# Johannes Pfefferkorn

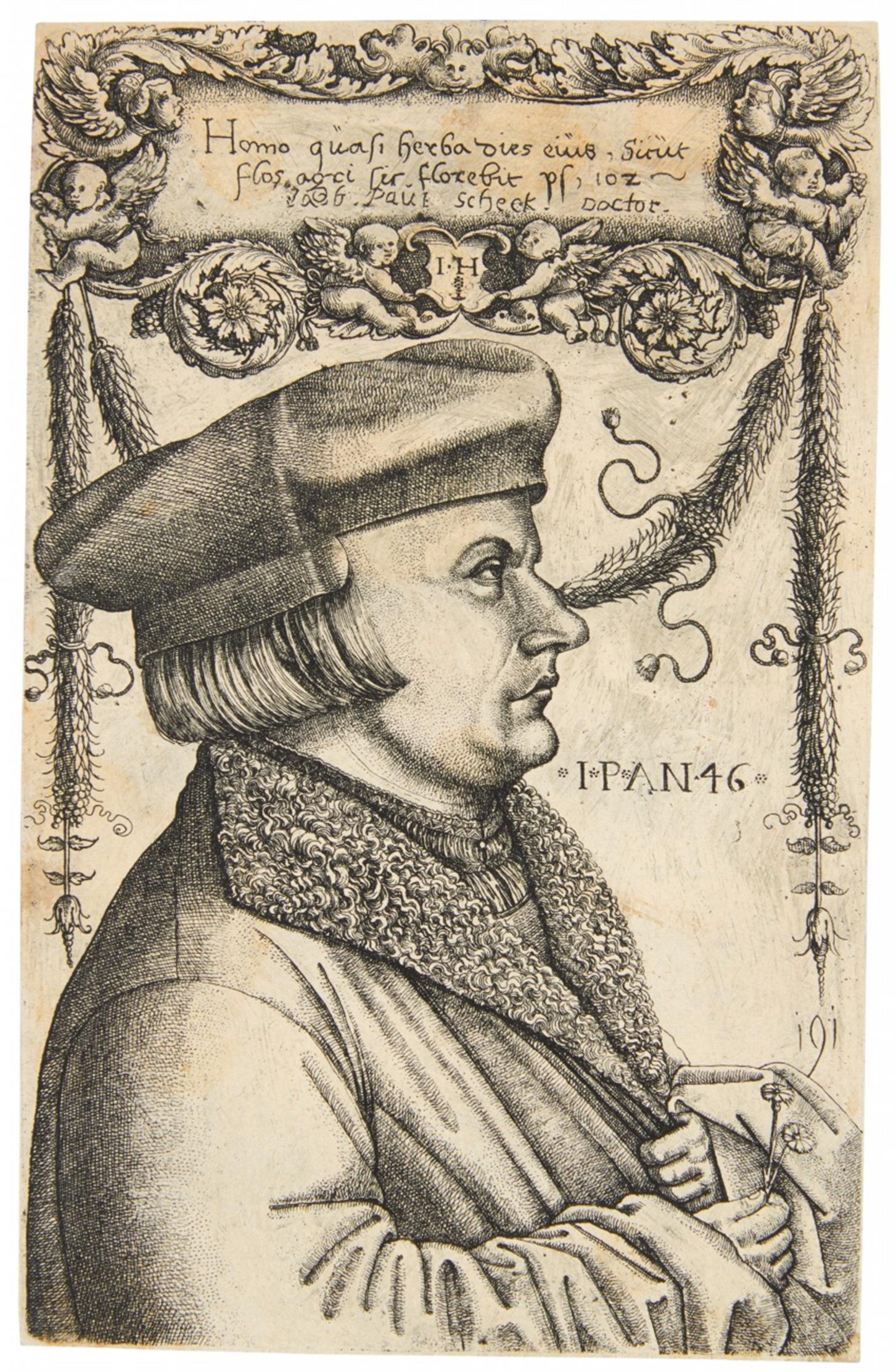
Bildnis des Johannes Pfefferkorn. Eisenradierung auf Bütten 1515 von Hieronymus Hopfer

Johannes Pfefferkorn, ursprünglich lautete sein jüdischer Vorname Joseph (* 1469 wahrscheinlich in Mähren; † 22. Oktober 1521 in Köln), war ein deutscher Jude, der zum Christentum konvertierte. Er nahm eine antijudaistische Haltung ein, so befürwortete er etwa die Verbrennung des Talmud und verfasste Schmähschriften. Pfefferkorn wurde vor allem durch seine Auseinandersetzung mit Johannes Reuchlin bekannt.

## Leben
Der Geburtsort von Johannes  Pfefferkorn ist unsicher. Es wird Mähren, aber auch Nürnberg vermutet. Da er angibt, 36 Jahre lang als Jude gelebt zu haben und er sich 1504 (oder 1505) taufen ließ, ist er vermutlich 1468 oder 1469 geboren. Auch sein ursprünglicher Beruf eines Schächters ist ungewiss. Nach eigenen Angaben erhielt er in Prag von einem Onkel namens Meir Pfefferkorn Unterricht in den Lehren des Talmud.
Um 1491 lebte Pfefferkorn in Prag, um 1504 in Dachau. Wahrscheinlich war er Geldverleiher und Vertreter der jüdischen Gemeinde in Dachau. Seit dem Jahr 1504 war er mit Anna Pfefferkorn verheiratet. Sie hatten unter anderem einen Sohn, der auf den Namen Laurentius getauft wurde und später Pfefferkorn unterstützte. In Köln konvertierte er unter dem Einfluss der Dominikaner zusammen mit seiner Familie vom jüdischen Glauben zum Christentum. Später, im Jahr 1513 oder 1514 wird er Spitalmeister von St. Ursula / St. Revilien und Salzmesser der Stadt Köln. Einiges deutet darauf hin, dass er in der Zeit zwischen seiner Taufe und seiner Anstellung als Spitalmeister zunächst als „Wanderprediger“ umherzog, „um weitere Juden zum Christenglauben zu bekehren“.
Jedenfalls veröffentlichte er von 1507 bis 1510 vier antijüdische Schriften, die teils einen missionarischen teils einen polemischen bzw. diffamierenden Charakter haben. Sicher hatte er die tatkräftige Unterstützung der Kölner Dominikaner bei den lateinischen Ausgaben, denn Pfefferkorn selbst konnte kein Latein, vermutlich aber auch bei den deutschen Fassungen. Es gibt aber keine Gründe, ihm rhetorisches und sprachliches Geschick abzusprechen. Bei den vier Schriften handelt es sich um den Judenspiegel von 1507, Judenbeicht (1508), Wie die blinden Jüden ihr Ostern halten (1509) und Judenfeind (1509).
Auf Betreiben der Dominikaner und Franziskaner sowie mit Unterstützung durch Kunigunde von Österreich, einer Schwester des Kaisers, erhielt er im August 1509 von Kaiser Maximilian I. ein Mandat  zur Beschlagnahme aller jüdischen Schriften. Pfefferkorn war dazu mit einem Empfehlungsschreiben von Kunigunde nach Padua gereist und dort vom Kaiser empfangen worden. Auf dem Rückweg suchte er abermals Kunigunde auf und erhielt von ihr „Empfehlungsschreiben für die Städte, in denen er nun das Mandat zu vollstrecken beabsichtigte“. Bereits im September begann Pfefferkorn in Frankfurt mit der Konfiskation. Die jüdische Gemeinde protestierte und bat den Erzbischof von Mainz, Uriel von Gemmingen, um Hilfe. Uriel, der sich offenbar in seinen Rechten übergangen fühlte, untersagte den Geistlichen, die nach dem Mandat bei der Konfiskation mitwirken mussten, eine weitere Beteiligung, woraufhin der Rat der Stadt Frankfurt sich nicht mehr befugt sah, die Konfiskation fortzuführen. Wahrscheinlich suchte Pfefferkorn in dieser Situation Johannes Reuchlin in Stuttgart auf, um seine Unterstützung zu erhalten, bevor er Ende Oktober beim Kaiser, der nun in Roveredo weilte, vorsprach. Vor dem Kaiser kam es dabei zu einem Streitgespräch zwischen dem Sprecher der Gesandten der Frankfurter jüdischen Gemeinde, Jonathan Zion, und Pfefferkorn. Die jüdische Gemeinde schickte zudem ein Zeugnis des Heinrich von Gutenstein vom 24. Oktober 1509, wonach der Metzger Pfefferkorn einen Mitbürger bestohlen und nur gegen die Zahlung von 100 ungarischen Gulden aus dem Gefängnis freigekommen sei. Der Kaiser ordnete im Mandat von Roveredo am 10. November 1509 schließlich an, dass Uriel von Gemmingen mit Hilfe einer Kommission klären solle, welche Bücher der jüdischen Gemeinde in Frankfurt zurückzugeben sind, bekräftigte aber auch das ursprüngliche Mandat von Padua. Uriel blieb zunächst untätig und Pfefferkorn bemühte sich um Konfiskationen in Worms, Mainz, Bingen, Lorch, Lahnstein und Deutz, wollte dann aber die Konfiszierungen in Frankfurt fortsetzen.
Uriel hatte nach der Stärkung seiner Position keine Einwände mehr, sodass nun fast 1500 Schriften der jüdischen Gemeinde in Fässern verschlossen vom Rat der Stadt Frankfurt eingelagert wurden. Da einer der treuesten Unterstützer Maximilians, Herzog Erich von Braunschweig, unbedingt den Verkauf von verpfändetem Schmuck durch Frankfurter Pfandleiher verhindern wollte, beauftragte der Kaiser den Rat der Stadt Frankfurt, die eingezogenen Bücher zurückzugeben. Pfefferkorn kämpfte jedoch weiter und erreichte, dass der Kaiser am 6. Juli 1510 im Mandat von Füssen wiederum Uriel von Gemmingen beauftragte, nun mit der Einholung von Gutachten der Universitäten Köln, Mainz, Erfurt und Heidelberg sowie der Gelehrten Jakob van Hoogstraten, Johannes Reuchlin und Victor von Carben. Mit einer eigenen Stellungnahme Uriels sollte dann Pfefferkorn die Gutachten dem Kaiser überbringen.
Als einziger der Gutachter sprach sich Johannes Reuchlin (wohl der erste bedeutende deutsche „Hebraist“ christlichen Bekenntnisses und Verfasser der „De Arte Cabalistica“ 1517) gegen eine Beschlagnahme und womöglich Verbrennung jüdischer Schriften aus. So wurde er Hauptgegner von Johannes Pfefferkorn, aber auch der Kölner Dominikaner und insbesondere Jacob van Hoogstraten. Pfefferkorn, der Einsicht in die Gutachten hatte, griff Reuchlin in seinem Handtspiegel und im Verlauf der Jahre in fünf weiteren polemischen Schriften (Brandspiegel von 1512, Sturm Glock von 1514, Beschirmung bzw. Defensio als lateinische Fassung von 1516, Streitbüchlein von 1516 und schließlich: Ein mitleidliche Klag von 1521) als „Judenbegünstiger“ und „Christenfeind“ an. Der Handspiegel erscheint zur Buchmesse im April 1511, woraufhin Reuchlin seine Verteidigungsschrift Augenspiegel zur Herbstmesse erscheinen lässt. Dieses Buch war der Auslöser für diverse Prozesse, die erst im Jahr 1520 zu einem Ende kamen, als Leo X. überraschend den Augenspiegel, aber nicht Reuchlin selbst, verurteilte. Im Augenspiegel setzt sich Reuchlin polemisch gegen Pfefferkorns Handspiegel zur Wehr, unter anderem indem er Pfefferkorn 34 Lügen nachzuweisen sucht. Ihn empört auch, dass Pfefferkorn aus seinem vertraulichen Gutachten zitiert hatte. An den Prozessen gegen Reuchlins Augenspiegel war Pfefferkorn dann nicht direkt beteiligt. Der „Judenbücherstreit“ rief in ganz Europa ein lebhaftes Echo aus, so etwa in den satirischen Dunkelmännerbriefen von 1515 und 1517. Nachdem der Papst 1520 sein Urteil gesprochen hatte, das mit dem Gebot des künftigen Stillschweigens verbunden war, veröffentlichte Pfefferkorn 1521 gleichwohl triumphierend, jedoch ohne Druckgenehmigung, seine letzte Schrift Ein mitleidliche Klag, weshalb sein Buchdrucker mit Gefängnis bestraft wurde.

## Schriften
- Furtrag, wie die blinden Juden yr Ostern halten, 1509 (Digitalisat)
- Ich bin ain Buchlinn, der Juden veindt ist mein namen, 1509 (Digitalisat)
- Explicatio quomodo ceci Judei suum pascha servent et maxime quo vitu paschalem cenam manducent. Exprimitur preterea judaeos esse hereticos et desertores veteris et oppugnatores novi testamenti, 1509 (Digitalisat)
- Streydtpuechlyn, 1516 (Digitalisat)
- In laudem et honorem illustrissimi Maximiliani dei gratia Romanorum imperatoris, von Neuss, Köln 1518 (Digitalisat der Universitäts- und Landesbibliothek Düsseldorf)